# Джузеппе Аліберті
Джузеппе Аліберті (італ. Giuseppe Aliberti, нар. 5 березня 1901, Турин — пом. 8 січня 1956) — італійський футболіст, що грав на позиції півзахисника. По завершенні ігрової кар'єри — футбольний тренер.
Виступав, зокрема, за клуб «Торіно», а також національну збірну Італії.

## Клубна кар'єра
Народився 5 березня 1901 року в місті Турин. Вихованець футбольної школи клубу «Торіно».
У дорослому футболі дебютував 1920 року виступами за команду клубу «Б'єллезе», в якій провів один сезон, взявши участь лише у 2 матчах чемпіонату, після чого повернувся в рідний «Торіно». З туринцями Аліберті виграв у 1927 році чемпіонат Італії, щоправда титул у клубу було відібрано через махінації, але в наступному сезоні «Торино» вдруге поспіль стали найсильнішою в Італії. Всього відіграв за туринську команду одинадцять сезонів своєї ігрової кар'єри.
Завершив професійну ігрову кар'єру у клубі «Б'єллезе», де і розпочинав грати. Прийшов до команди 1932 року, захищав її кольори до припинення виступів на професійному рівні у 1935 році.

## Виступи за збірну
1 січня 1923 року дебютував в офіційних матчах у складі національної збірної Італії в товариській грі проти збірної Німеччини. Протягом кар'єри у національній команді, яка тривала усього 3 роки, провів у формі головної команди країни 11 матчів.
У складі збірної був учасником футбольного турніру на Олімпійських іграх 1924 року у Парижі, де зіграв у трьох матчах.

## Кар'єра тренера
Ще під час виступів на полі у сезоні 1931/32 тренував «Торіно» у Серії А, а у сезоні 1933/34 «Б'єллезе» у третьому за рівнем дивізіоні країни.
Помер 8 січня 1956 року на 55-му році життя.
| Дата       | Місто    | Господарі      | Результат | Гості      | Турнір           | Голи | Примітки |
| ---------- | -------- | -------------- | --------- | ---------- | ---------------- | ---- | -------- |
| 01/01/1923 | Мілан    | Італія         | 3 – 1     | Німеччина  | товариський матч | -    |          |
| 15/04/1923 | Відень   | Австрія        | 0 – 0     | Італія     | товариський матч | -    |          |
| 27/05/1923 | Прага    | Чехословаччина | 5 – 1     | Італія     | товариський матч | -    |          |
| 20/01/1924 | Генуя    | Італія         | 0 – 4     | Австрія    | товариський матч | -    |          |
| 06/04/1924 | Будапешт | Угорщина       | 7 – 1     | Італія     | товариський матч | -    |          |
| 25/05/1924 | Париж    | Італія         | 1 – 0     | Іспанія    | ОІ 1924          | -    |          |
| 29/05/1924 | Париж    | Італія         | 2 – 0     | Люксембург | ОІ 1924          | -    |          |
| 02/06/1924 | Париж    | Італія         | 1 – 2     | Швейцарія  | ОІ 1924          | -    |          |
| 16/11/1924 | Мілан    | Італія         | 2 – 2     | Швеція     | товариський матч | -    |          |
| 23/11/1924 | Дуйсбург | Німеччина      | 0 – 1     | Італія     | товариський матч | -    | 45'      |
| 18/01/1925 | Мілан    | Італія         | 1 – 2     | Угорщина   | товариський матч | -    |          |
| Усього     |          | Матчів         | 11        |            | Голів            | 0    |          |

## Титули і досягнення
- Чемпіон Італії (2):

«Торіно»: 1926–27, 1927–28